# Гробищен свят
Гробищен свят (на английски: Cemetery World) е роман на американския писател фантаст Клифърд Саймък. Романът е издаден за първи път през 1973 г. На български език е издаден през 1979 г., като книжка 8 от Библиотека „Галактика“. Преиздадена е през 1999 г. от ИК „БАРД“.

## Сюжет
Внимание:  Текстът по-долу разкрива сюжета на произведението (или части от него)!
Действието в романа се развива след 10 хиляди години. След последната атомна война по-голямата част от човечеството напуска Земята и се разселва на планети в други звездни системи. След хилядолетия на изоставената прародина на човечеството предприемчиви бизнесмени решават да създадат на Земята гробище, в което покойниците от други планети да се завръщат към своите корени. Така е основана корпорацията „Майка Земя“, и Земята е превърната в огромно гробище, заемащо голяма част от повърхността на планетата.
Флечър Карсън заедно с два робота пристига на Земята за да създаде и запише нова композиция. Директорът на северноамериканския клон на корпорацията „Майка Земя“ Максуел Бел се опитва да го вербува да работи за Гробището, а когато той отказва, започва да създава редица препятствия за работата му. След пристигането си Флечър среща Синтия Ленсинг, която е на Земята с цел да открие митично съкровище, укрито на планетата от загадъчни извънземни пришълци. Заедно те напускат територията на Гробището и започват пътуване през изоставената част от Земята. Карсън не успява да започне създаването на своята композиция, тъй като е въвлечен във водовъртеж от събития, свързани с незаконните операции на погребалната корпорация, пътуване във времето и други събития свързани с историята на човечеството на Земята.

## Персонажи
- Флечър Карсън – главният герой, жител на планетата Олдън, който с помощта на робота Мустанг съчинява сложни мултимедийни композиции.
- Елмър – спътник на Карсън, свободен робот, създаден на Земята по време на последната война.
- Мустанг – робот, с помощта на който Карсън съчинява своите композиции.
- Синтия Ленсинг – жителка на планетата Олдън, която става спътник на Карсън.
- Максуел Питър Бел – директор на северноамериканския клон на корпорацията „Майка Земя“.
- Преброителя на сенките – представител на древна извънземна раса, установил се на Земята, който събира и съхранява артефакти на различни култури.